# Kvalifikace na Mistrovství Evropy ve fotbale 1996 – skupina 1
Zápasy 1. kvalifikační skupiny na Mistrovství Evropy ve fotbale 1996 se konaly v období od 4. září 1994 do 15. listopadu 1995. Ze šesti účastníků si postup do závěrečného turnaje zajistily reprezentační týmy Francie a Rumunska.

## Výsledky
Domácí mužstva jsou psána v řádku, hostující ve sloupečku.
|    | Skupina 1   | Rumunsko | Francie | Slovensko | Polsko | Izrael | Ázerbájdžán |
| 1. | Rumunsko    |          | 1:3     | 3:2       | 2:1    | 2:1    | 3:0         |
| 2. | Francie     | 0:0      |         | 4:0       | 1:1    | 2:0    | 10:0        |
| 3. | Slovensko   | 0:2      | 0:0     |           | 4:1    | 1:0    | 4:1         |
| 4. | Polsko      | 0:0      | 0:0     | 5:0       |        | 4:3    | 1:0         |
| 5. | Izrael      | 1:1      | 0:0     | 2:2       | 2:1    |        | 2:0         |
| 6. | Ázerbájdžán | 1:4      | 0:2     | 0:1       | 0:0    | 0:2    |             |

## Tabulka
| Poř. | Tým         | Z  | V | R | P | VG | OG | B  |
| ---- | ----------- | -- | - | - | - | -- | -- | -- |
| 1.   | Rumunsko    | 10 | 6 | 3 | 1 | 18 | 9  | 21 |
| 2.   | Francie     | 10 | 5 | 5 | 0 | 22 | 2  | 20 |
| 3.   | Slovensko   | 10 | 4 | 2 | 4 | 14 | 18 | 14 |
| 4.   | Polsko      | 10 | 3 | 4 | 3 | 14 | 12 | 13 |
| 5.   | Izrael      | 10 | 3 | 3 | 4 | 13 | 13 | 12 |
| 6.   | Ázerbájdžán | 10 | 0 | 1 | 9 | 2  | 29 | 1  |

## Zápasy
| 4. 9. 1994         |       |             |                                                                                       |
| Izrael             | 2 – 1 | Polsko      | National Stadium, Ramat Gan diváci: 4,000 rozhodčí: Frans van den Wijngaert (Belgium) |
| R. Harazi 44', 59' |       | Kosecki 80' | National Stadium, Ramat Gan diváci: 4,000 rozhodčí: Frans van den Wijngaert (Belgium) |

| 7. 9. 1994 |       |         |                                                                             |
| Slovensko  | 0 – 0 | Francie | Tehelné pole, Bratislava diváci: 14,329 rozhodčí: Peter Mikkelsen (Denmark) |
|            |       |         | Tehelné pole, Bratislava diváci: 14,329 rozhodčí: Peter Mikkelsen (Denmark) |

| 7. 9. 1994                                |       |             |                                                                               |
| Rumunsko                                  | 3 – 0 | Ázerbájdžán | Stadionul Steaua, Bukurešť diváci: 10,000 rozhodčí: Robert Sedlacek (Austria) |
| Belodedici 42' Petrescu 57' Răducioiu 87' |       |             | Stadionul Steaua, Bukurešť diváci: 10,000 rozhodčí: Robert Sedlacek (Austria) |

| 8. 10. 1994 |       |          |                                                                                       |
| Francie     | 0 – 0 | Rumunsko | Stade Geoffroy-Guichard, Saint-Étienne diváci: 31,144 rozhodčí: Leif Sundell (Sweden) |
|             |       |          | Stade Geoffroy-Guichard, Saint-Étienne diváci: 31,144 rozhodčí: Leif Sundell (Sweden) |

| 12. 10. 1994                   |       |                        |                                                                                     |
| Izrael                         | 2 – 2 | Slovensko              | National Stadium, Ramat Gan diváci: 9,000 rozhodčí: John Blankenstein (Netherlands) |
| R. Harazi 23' Banin 32' (pen.) |       | Rusnák 5' Moravčík 14' | National Stadium, Ramat Gan diváci: 9,000 rozhodčí: John Blankenstein (Netherlands) |

| 12. 10. 1994  |       |             |                                                                            |
| Polsko        | 1 – 0 | Ázerbájdžán | Stadion Stali Mielec, Mielec diváci: 11,000 rozhodčí: Ilkka Koho (Finland) |
| Juskowiak 44' |       |             | Stadion Stali Mielec, Mielec diváci: 11,000 rozhodčí: Ilkka Koho (Finland) |

| 12. 11. 1994                       |       |                         |                                                                          |
| Rumunsko                           | 3 – 2 | Slovensko               | Stadionul Steaua, Bukurešť diváci: 20,000 rozhodčí: Vadim Zhuk (Belarus) |
| Gh. Popescu 7' Hagi 46' Prodan 82' |       | Dubovský 56' Chvíla 78' | Stadionul Steaua, Bukurešť diváci: 20,000 rozhodčí: Vadim Zhuk (Belarus) |

| 16. 11. 1994 |       |         |                                                                                 |
| Polsko       | 0 – 0 | Francie | Górnik Zabrze Stadium, Zabrze diváci: 18,000 rozhodčí: Angelo Amendolia (Italy) |
|              |       |         | Górnik Zabrze Stadium, Zabrze diváci: 18,000 rozhodčí: Angelo Amendolia (Italy) |

| 16. 11. 1994 |       |                             |                                                                                    |
| Ázerbájdžán  | 0 – 2 | Izrael                      | Hüseyin Avni Aker Stadium, Trabzon diváci: 3,000 rozhodčí: László Vágner (Hungary) |
|              |       | R. Harazi 30' Rosenthal 51' | Hüseyin Avni Aker Stadium, Trabzon diváci: 3,000 rozhodčí: László Vágner (Hungary) |

| 13. 12. 1994 |       |                    |                                                                                   |
| Ázerbájdžán  | 0 – 2 | Francie            | Hüseyin Avni Aker Stadium, Trabzon diváci: 3,000 rozhodčí: Rune Pedersen (Norway) |
|              |       | Papin 25' Loko 56' | Hüseyin Avni Aker Stadium, Trabzon diváci: 3,000 rozhodčí: Rune Pedersen (Norway) |

| 14. 12. 1994  |       |             |                                                                                       |
| Izrael        | 1 – 1 | Rumunsko    | National Stadium, Ramat Gan diváci: 41,000 rozhodčí: Antonio Martín Navarrete (Spain) |
| Rosenthal 83' |       | Lacatus 70' | National Stadium, Ramat Gan diváci: 41,000 rozhodčí: Antonio Martín Navarrete (Spain) |

| 29. 3. 1995                     |       |                      |                                                                                  |
| Rumunsko                        | 2 – 1 | Polsko               | Stadionul Steaua, Bukurešť diváci: 25,000 rozhodčí: Kurt Röthlisberger (Romania) |
| Răducioiu 45' Wandzik 53' (vl.) |       | Juskowiak 42' (pen.) | Stadionul Steaua, Bukurešť diváci: 25,000 rozhodčí: Kurt Röthlisberger (Romania) |

| 29. 3. 1995                                   |       |                       |                                                                               |
| Slovensko                                     | 4 – 1 | Ázerbájdžán           | Všešportový areál, Košice diváci: 12,450 rozhodčí: Vassilios Nikakis (Greece) |
| Tittel 34' Timko 40', 51' Dubovský 45' (pen.) |       | Suleymanov 80' (pen.) | Všešportový areál, Košice diváci: 12,450 rozhodčí: Vassilios Nikakis (Greece) |

| 29. 3. 1995 |       |         |                                                                               |
| Izrael      | 0 – 0 | Francie | National Stadium, Ramat Gan diváci: 39,000 rozhodčí: Jim McCluskey (Scotland) |
|             |       |         | National Stadium, Ramat Gan diváci: 39,000 rozhodčí: Jim McCluskey (Scotland) |

| 25. 4. 1995                                      |       |                                    |                                                                             |
| Polsko                                           | 4 – 3 | Izrael                             | Górnik Zabrze Stadium, Zabrze diváci: 5,500 rozhodčí: Anders Frisk (Sweden) |
| Nowak 1' Juskowiak 50' Kowalczyk 55' Kosecki 62' |       | Rosenthal 33' Revivo 38' Zohar 70' | Górnik Zabrze Stadium, Zabrze diváci: 5,500 rozhodčí: Anders Frisk (Sweden) |

| 26. 4. 1995    |       |                                              |                                                                                     |
| Ázerbájdžán    | 1 – 4 | Rumunsko                                     | Hüseyin Avni Aker Stadium, Trabzon diváci: 372 rozhodčí: Dimitar Momirov (Bulgaria) |
| Suleymanov 35' |       | Răducioiu 2' (pen.), 69', 76' Dumitrescu 39' | Hüseyin Avni Aker Stadium, Trabzon diváci: 372 rozhodčí: Dimitar Momirov (Bulgaria) |

| 26. 4. 1995                                         |       |           |                                                                                  |
| Francie                                             | 4 – 0 | Slovensko | Stade de la Beaujoire, Nantes diváci: 23,910 rozhodčí: Bernd Heynemann (Germany) |
| Krištofík 27' (vl.) Ginola 42' Blanc 57' Guérin 62' |       |           | Stade de la Beaujoire, Nantes diváci: 23,910 rozhodčí: Bernd Heynemann (Germany) |

| 7. 6. 1995                                                |       |           |                                                                                 |
| Polsko                                                    | 5 – 0 | Slovensko | Górnik Zabrze Stadium, Zabrze diváci: 9,515 rozhodčí: Robert Sedlacek (Austria) |
| Juskowiak 10', 72' Świerczewski 58' Kosecki 63' Nowak 69' |       |           | Górnik Zabrze Stadium, Zabrze diváci: 9,515 rozhodčí: Robert Sedlacek (Austria) |

| 7. 6. 1995               |       |              |                                                                            |
| Rumunsko                 | 2 – 1 | Izrael       | Stadionul Steaua, Bukurešť diváci: 18,575 rozhodčí: Rune Pedersen (Norway) |
| Lăcătuş 16' Munteanu 56' |       | Berkovic 50' | Stadionul Steaua, Bukurešť diváci: 18,575 rozhodčí: Rune Pedersen (Norway) |

| 16. 8. 1995 |       |             |                                                                                   |
| Ázerbájdžán | 0 – 1 | Slovensko   | Hüseyin Avni Aker Stadium, Trabzon diváci: 200 rozhodčí: Alain Hamer (Luxembourg) |
|             |       | Jančula 60' | Hüseyin Avni Aker Stadium, Trabzon diváci: 200 rozhodčí: Alain Hamer (Luxembourg) |

| 16. 8. 1995   |       |               |                                                                           |
| Francie       | 1 – 1 | Polsko        | Parc des Princes, Paris diváci: 40,426 rozhodčí: Manuel Díaz Vega (Spain) |
| Djorkaeff 87' |       | Juskowiak 35' | Parc des Princes, Paris diváci: 40,426 rozhodčí: Manuel Díaz Vega (Spain) |

| 6. 9. 1995                                                                                               |        |             |                                                                                     |
| Francie                                                                                                  | 10 – 0 | Ázerbájdžán | Stade de l'Abbé-Deschamps, Auxerre diváci: 13,479 rozhodčí: Alfred Micallef (Malta) |
| Desailly 13' Djorkaeff 17', 78' Guérin 33' Pedros 49' Leboeuf 54', 74' Dugarry 66' Zidane 72' Cocard 90' |        |             | Stade de l'Abbé-Deschamps, Auxerre diváci: 13,479 rozhodčí: Alfred Micallef (Malta) |

| 6. 9. 1995 |       |          |                                                                                   |
| Polsko     | 0 – 0 | Rumunsko | Górnik Zabrze Stadium, Zabrze diváci: 25,000 rozhodčí: Dermot Gallagher (England) |
|            |       |          | Górnik Zabrze Stadium, Zabrze diváci: 25,000 rozhodčí: Dermot Gallagher (England) |

| 6. 9. 1995  |       |        |                                                                           |
| Slovensko   | 1 – 0 | Izrael | Všešportový areál, Košice diváci: 7,810 rozhodčí: Marnix Sandra (Belgium) |
| Jančula 54' |       |        | Všešportový areál, Košice diváci: 7,810 rozhodčí: Marnix Sandra (Belgium) |

| 11. 10. 1995 |       |                                       |                                                                                |
| Rumunsko     | 1 – 3 | Francie                               | Stadionul Steaua, Bukurešť diváci: 23,200 rozhodčí: Pierluigi Pairetto (Italy) |
| Lăcătuş 51'  |       | Karembeu 29' Djorkaeff 41' Zidane 72' | Stadionul Steaua, Bukurešť diváci: 23,200 rozhodčí: Pierluigi Pairetto (Italy) |

| 11. 10. 1995                                         |       |               |                                                                                     |
| Slovensko                                            | 4 – 1 | Polsko        | Tehelné pole, Bratislava diváci: 11,653 rozhodčí: Jorge Monteiro Coroado (Portugal) |
| Dubovský 31' (pen.) Jančula 68' Ujlaky 77' Šimon 82' |       | Juskowiak 20' | Tehelné pole, Bratislava diváci: 11,653 rozhodčí: Jorge Monteiro Coroado (Portugal) |

| 11. 10. 1995       |       |             |                                                                                    |
| Izrael             | 2 – 0 | Ázerbájdžán | Bloomfield Stadium, Tel Aviv diváci: 7,000 rozhodčí: Claude Détruche (Switzerland) |
| R. Harazi 31', 90' |       |             | Bloomfield Stadium, Tel Aviv diváci: 7,000 rozhodčí: Claude Détruche (Switzerland) |

| 15. 11. 1995               |       |        |                                                                             |
| Francie                    | 2 – 0 | Izrael | Stade Michel d'Ornano, Caen diváci: 20,822 rozhodčí: Gerd Grabher (Austria) |
| Djorkaeff 69' Lizarazu 89' |       |        | Stade Michel d'Ornano, Caen diváci: 20,822 rozhodčí: Gerd Grabher (Austria) |

| 15. 11. 1995 |       |                       |                                                                                |
| Slovensko    | 0 – 2 | Rumunsko              | Všešportový areál, Košice diváci: 9,676 rozhodčí: Jaap Uilenberg (Netherlands) |
|              |       | Hagi 66' Munteanu 82' | Všešportový areál, Košice diváci: 9,676 rozhodčí: Jaap Uilenberg (Netherlands) |

| 15. 11. 1995 |       |        |                                                                                    |
| Ázerbájdžán  | 0 – 0 | Polsko | Hüseyin Avni Aker Stadium, Trabzon diváci: 200 rozhodčí: Leslie Mottram (Scotland) |
|              |       |        | Hüseyin Avni Aker Stadium, Trabzon diváci: 200 rozhodčí: Leslie Mottram (Scotland) |

Poznámka:
Ázerbájdžán odehrál domácí zápasy v tureckém Trabzonsporu.